# 2MASS J16162649+2218591
2MASS J16162649+2218591 ist ein L-Zwerg im Sternbild Herkules. Er wurde 2004 von Gillian R. Knapp et al. entdeckt.